# Plectrocnemia distincta
Plectrocnemia distincta är en nattsländeart som beskrevs av Martynov 1935. Plectrocnemia distincta ingår i släktet Plectrocnemia och familjen fångstnätnattsländor. Inga underarter finns listade i Catalogue of Life.